# Juan Antonio Orenga
Juan Antonio Orenga, né le 29 juillet 1966 à Castellón de la Plana, en Espagne, est un joueur et entraîneur espagnol de basket-ball. Il évolue au poste de pivot.

## Carrière
Après avoir succédé après les Jeux olympiques 2012 de Londres à la tête de la sélection à Sergio Scariolo dont il était un assistant, il donne sa démission deux ans plus tard, après la fin de la coupe du monde 2014, disputée en Espagne. La défaite de la sélection lors de cette dernière compétition en quart de finale face aux Français est vécue en Espagne comme une « catastrophe » ou « La nuit la plus triste du basket espagnol ». Cette élimination fait également suite à une élimination en demi-finale face à ces mêmes Français lors du championnat d'Europe 2013, l'Espagne remportant toutefois le bronze face à la  Croatie.
En août 2016, Orenga devient sélectionneur de l'Égypte.

### Palmarès
Son palmarès en tant que joueur est constitué de :
- 3e du championnat d'Europe 1991
- Champion d'Espagne 1984 (Real Madrid)
- Vainqueur de la coupe d'Espagne 1992 (Estudiantes Madrid)
- Vainqueur de la Coupe Saporta 1997 (Real Madrid)

Son palmarès en tant qu'entraîneur est constitué de :
- 3e du championnat d'Europe 2013 avec l'Espagne.